# Ivesia cryptocaulis
Ivesia cryptocaulis är en rosväxtart som först beskrevs av Ira Waddell Clokey, och fick sitt nu gällande namn av Karl Keck. Ivesia cryptocaulis ingår i släktet Ivesia och familjen rosväxter. Inga underarter finns listade i Catalogue of Life.

## Bildgalleri

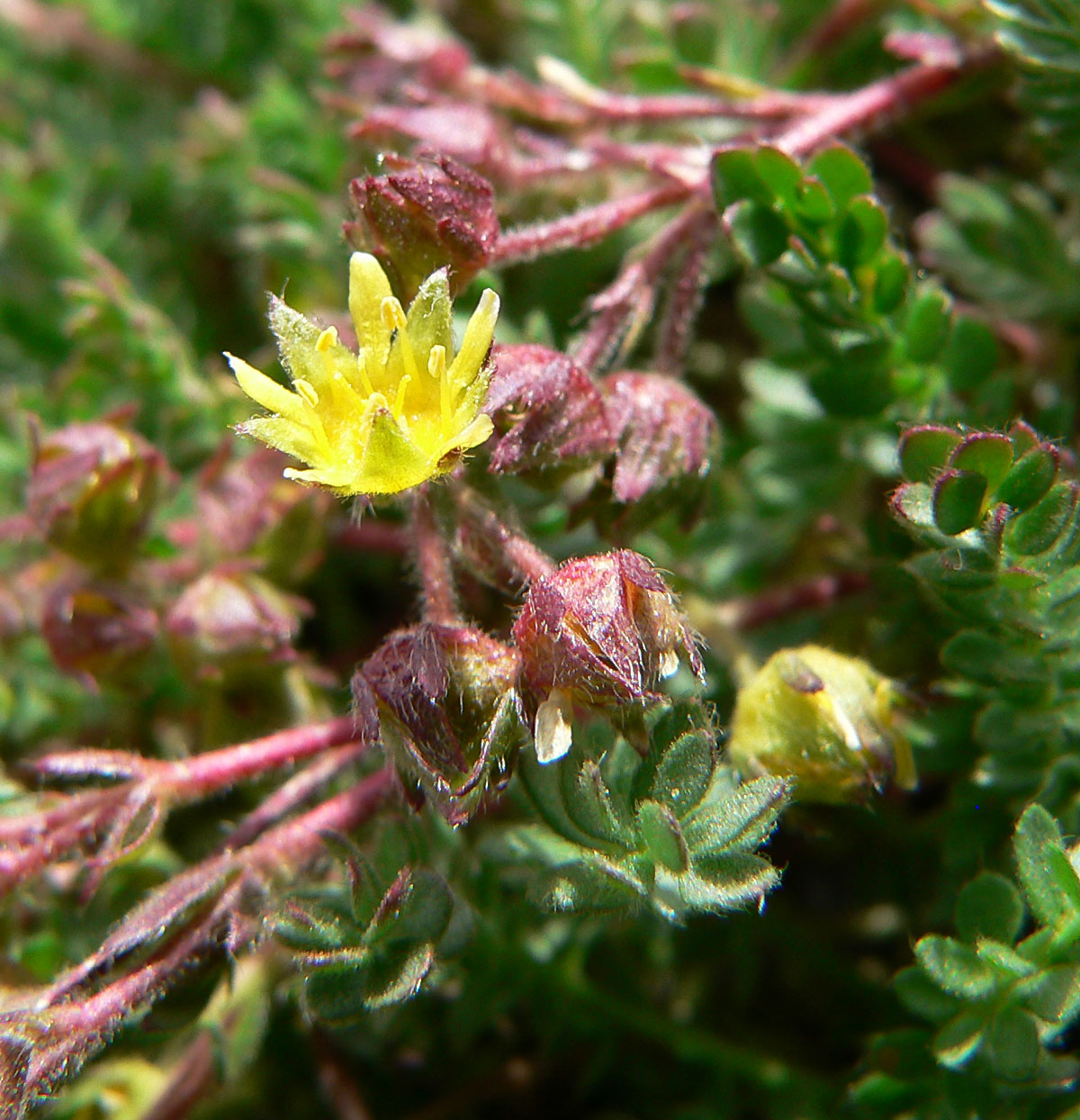
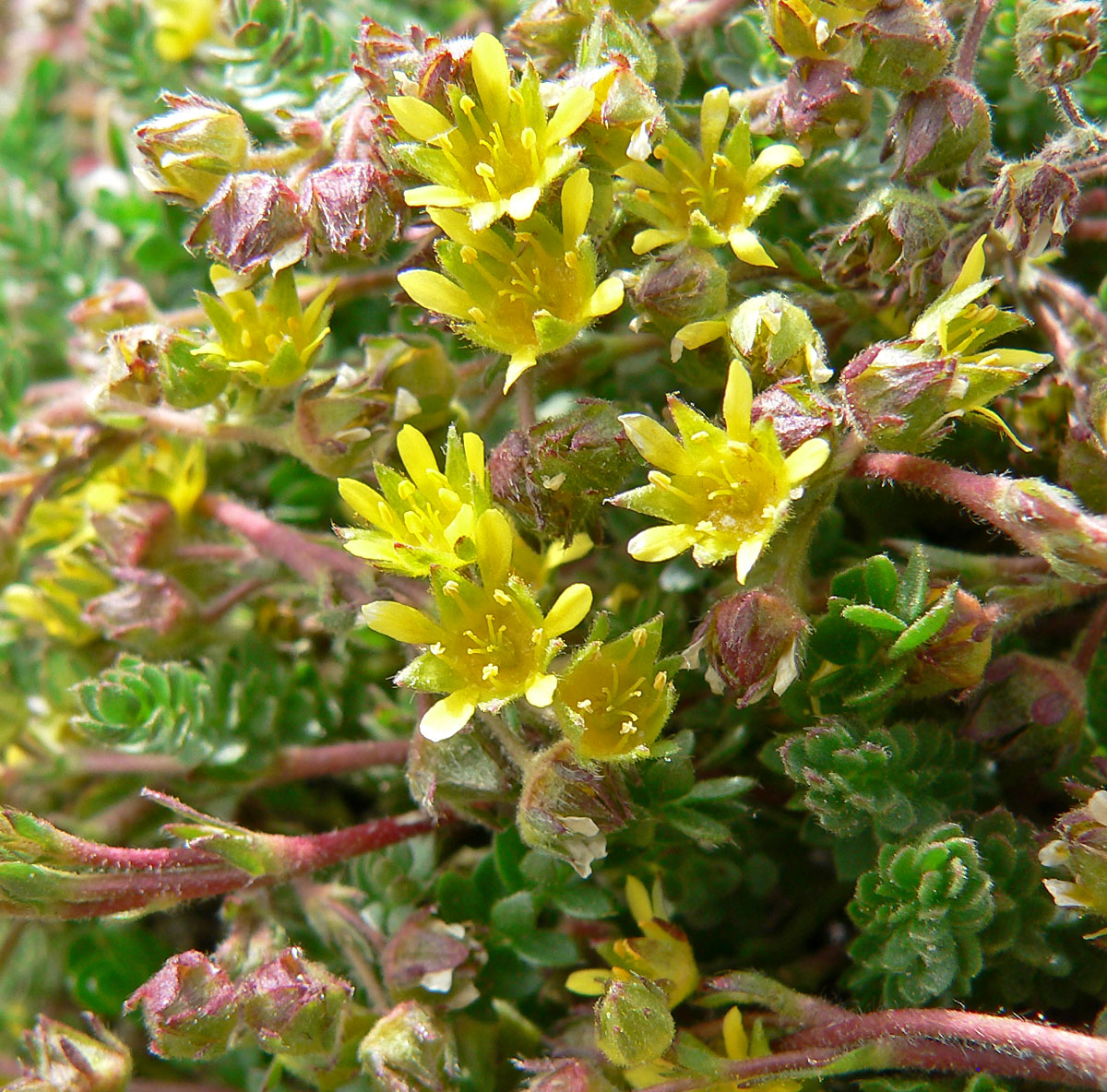
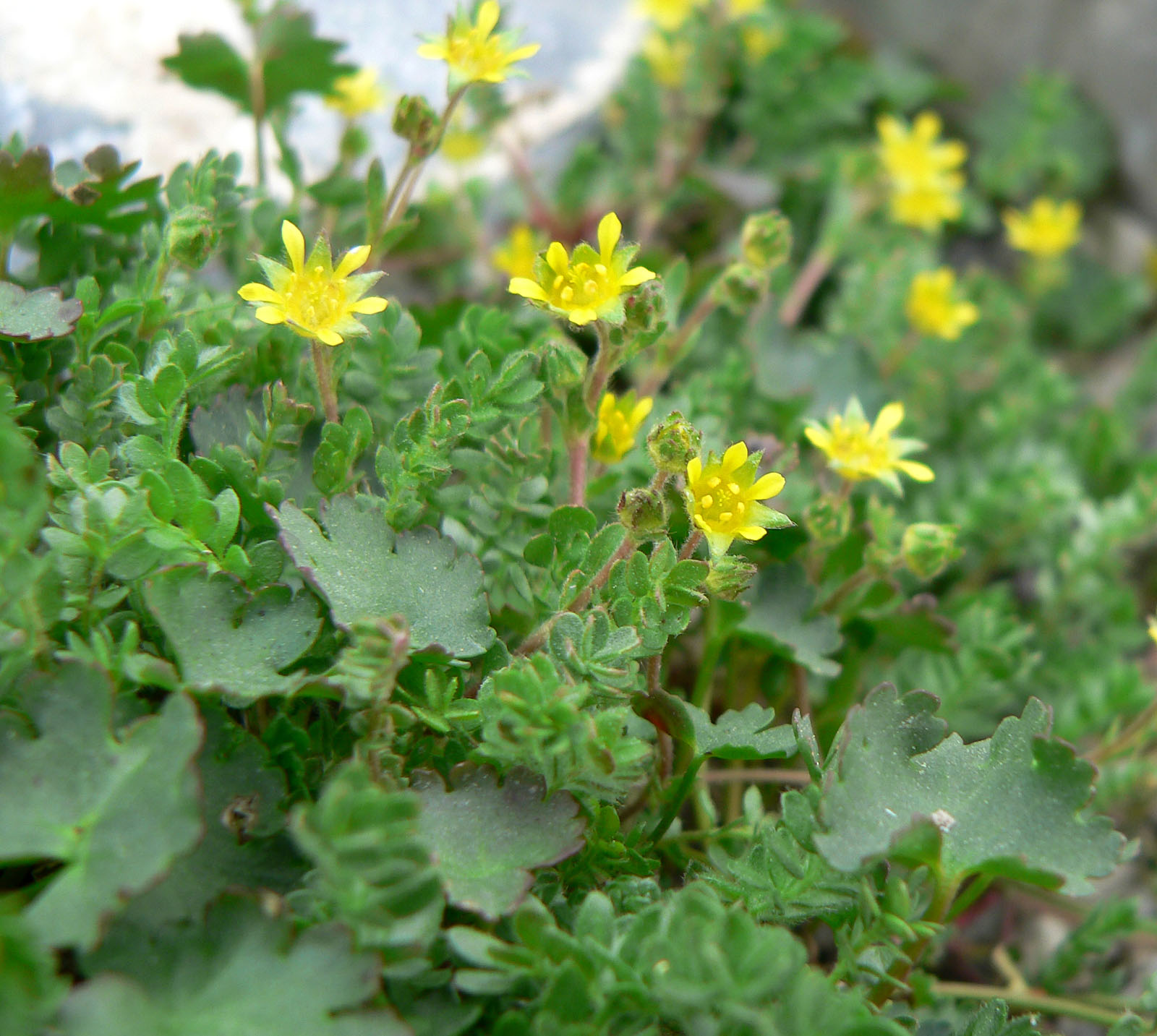
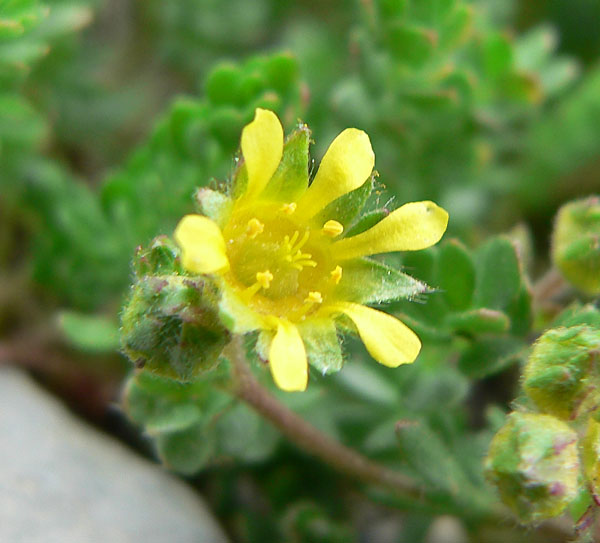